# Брыксин, Максим Семёнович
Макси́м Семёнович Бры́ксин (24 июля [6 августа] 1904 — 1969) — участник Великой Отечественной войны, сержант, снайпер 726-го стрелкового полка, 395-й стрелковой дивизии, 18-й армии, Южного фронта. Кавалер ордена Красного Знамени. Согласно заметке в газете «Правда» от 28 мая 1944 года, на его счету числится 278 уничтоженных солдат и офицеров противника.

## Биография
Родился в Донбассе, русский.
Работал рабочим — шахтёром-врубмашинистом на шахте «57-бис» имени Войкова в городе Свердловске Луганской области.
Участвовал в Великой Отечественной войне с августа 1941 года. 
 Был снайпером, обучал этому мастерству других бойцов полка, в том числе юного стрелка-добровольца Ку́рку Василия. 
Перед годовщиной Красной Армии, 12 февраля 1942 года, дивизионная газета сообщила, что снайпер Брыксин и его ученики за 5 дней вывели из строя 28 врагов, из них 9 убил или ранил Пётр Фаустов. Военный совет армии прислал на имя Максима Брыксина телеграмму, в которой горячо поздравил его с успехами и объявил благодарность за умелую подготовку метких стрелков.
Летом 1942 года в боях под Батайском Брыксин был тяжело ранен. Санитары вынесли его из-под огня. Однако именная снайперская винтовка с монограммой Военного совета осталась на поле боя. Фашисты подобрали её и состряпали провокационную листовку о добровольной сдаче знаменитого снайпера в плен, которая, конечно же, не могла не бросить тень на репутацию снайпера. 
После выздоровления был послан рядовым бойцом в состав кавалерийского эскадрона. Вскоре вернулся в 726 стрелковый полк и продолжал воевать снайпером.
Весной 1944 года на Днестре снова был тяжело ранен, отправлен в госпиталь, затем демобилизован из армии. 
Вернувшись домой, поступил работать на восстановленную шахту.
В 1969 году Максима Семёновича Брыксина не стало.

## Память
В шахтёрском городе Свердловске живёт и трудится его младший сын — Виктор Брыксин, получивший в наследство от отца горняцкую профессию.

## Награды
- Награждён орденом Красного Знамени[3].